# Vương quốc Serbia
Vương quốc Serbia (tiếng Serbia: Краљевина Србија), thường được gọi là Servia trong tiếng Anh, được thành lập khi Vương công Milan I của Serbia, người cai trị Công quốc Serbia tuyên bố lên ngôi vua năm 1882.
Từ năm 1817, Công quốc Serbia được cai trị bởi triều đại Obrenović (được thay thế bởi triều đại Karađorđević trong một thời gian ngắn). Công quốc đã giành được độc lập hoàn toàn khi quân đội Ottoman cuối cùng rời Beograd vào năm 1867. Hiệp định Berlin năm 1878 công nhận nền độc lập chính thức của Công quốc Serbia, và sáp nhập Nišava, Pirot, Toplica và Vranje vào miền Nam Serbia.
Năm 1882, Vua Milan tuyên bố thành lập Vương quốc Serbia và duy trì một chính sách đối ngoại thân thiện với Áo-Hungary.
Giữa năm 1912 và 1913, Serbia mở rộng lãnh thổ của mình bằng việc tham gia vào cuộc Chiến tranh Balkan lần thứ nhất và thứ hai - Sandžak-Raška, Kosovo Vilayet và Vardar Macedonia lần lượt bị sáp nhập. Theo kết quả của Thế chiến I vào năm 1918, nó hợp nhất với Vojvodina và Vương quốc Montenegro. Vào cuối năm 1918, Serbia gia nhập Nhà nước Slovenia, Croats và Serbs và thành lập Vương quốc Serbs, Croats và Slovenes (sau này được gọi là Vương quốc Nam Tư) dưới sự cai trị liên tục của triều đại Karađorđević.